# 1980–1981-es csehszlovák labdarúgó-bajnokság (első osztály)
A csehszlovák 1. liga 1980-81-es szezonja volt a bajnokság 55. kiírása. 16 csapat küzdött a bajnoki címért: 8 cseh és 8 szlovák. A bajnok címét megvédve, harmadik alkalommal a Baník Ostrava lett. A gólkirály Marián Masný lett 16 góllal.

## Végeredmény
| #  | Csapat                 | J  | Gy | D  | V  | Rg | Kg | Gk  | P  | Megjegyzés               |
| -- | ---------------------- | -- | -- | -- | -- | -- | -- | --- | -- | ------------------------ |
| 1  | Baník Ostrava          | 30 | 18 | 4  | 8  | 44 | 19 | +25 | 40 | Bajnok, 1981–1982-es BEK |
| 2  | Dukla Praha            | 30 | 16 | 6  | 8  | 51 | 30 | +21 | 38 | 1981–1982-es KEK         |
| 3  | Bohemians Praha        | 30 | 16 | 4  | 10 | 54 | 30 | +24 | 36 | 1980–1981-es UEFA-kupa   |
| 4  | Sparta Praha           | 30 | 15 | 6  | 9  | 40 | 26 | +14 | 36 | 1980–1981-es UEFA-kupa   |
| 5  | Lokomotíva Košice      | 30 | 11 | 10 | 9  | 43 | 34 | +9  | 32 |                          |
| 6  | RH Cheb                | 30 | 12 | 8  | 10 | 41 | 36 | +5  | 32 |                          |
| 7  | Slavia Praha           | 30 | 13 | 6  | 11 | 40 | 48 | -8  | 32 |                          |
| 8  | Tatran Prešov          | 30 | 12 | 5  | 13 | 47 | 44 | +3  | 29 |                          |
| 9  | Slovan Bratislava      | 30 | 12 | 5  | 13 | 40 | 38 | +2  | 29 |                          |
| 10 | Spartak Trnava         | 30 | 13 | 3  | 14 | 36 | 43 | -7  | 29 |                          |
| 11 | Inter Bratislava       | 30 | 12 | 5  | 13 | 34 | 52 | -18 | 29 |                          |
| 12 | Zbrojovka Brno         | 30 | 10 | 8  | 12 | 42 | 45 | -3  | 28 |                          |
| 13 | Plastika Nitra         | 30 | 11 | 4  | 15 | 31 | 49 | -18 | 26 |                          |
| 14 | Dukla Banská Bystrica  | 30 | 10 | 5  | 15 | 31 | 43 | -12 | 25 |                          |
| 15 | Spartak Hradec Králové | 30 | 10 | 5  | 15 | 31 | 43 | -12 | 25 | Kiesett                  |
| 16 | ZŤS Košice             | 30 | 5  | 4  | 21 | 29 | 54 | -25 | 14 | Kiesett                  |

A bajnok Baník Ostrava játékosai
Pavel Mačák (12/0/6), Pavol Michalík (19/0/13) – Milan Albrecht (15/0), Augustín Antalík (28/6), Václav Daněk (24/8), Josef Foks (2/0), Ivan Gábor (3/0), František Kadlček (1/0), Lubomír Knapp (30/3), Verner Lička (24/9), Zdeněk Lorenc (6/1), Jozef Marchevský (3/0), Jan Matuštík (16/0), Petr Němec (30/7), Václav Pěcháček (23/0), Libor Radimec (30/1), Zdeněk Rygel (20/1), Lubomír Šrámek (26/0), Zdeněk Šreiner (28/3), Zdeněk Válek (15/4), Rostislav Vojáček (19/1).
Edző: Evžen Hadamczik, segédedző: Erich Cviertna
Az ezüstérmes Dukla Praha játékosai
Jaroslav Netolička (15/04), Karel Stromšík (14/0/5), Zdeněk Tulis (1/0/1) – Jan Fiala (29/0), Miroslav Gajdůšek (27/2), Ján Kapko (8/0), Pavel Korejčík (8/2), Ján Kozák (29/9), Tomáš Kříž (20/1), Luděk Macela (29/0), Zdeněk Nehoda (24/12), Josef Novák (10/0), Stanislav Pelc (25/8), Petr Rada (29/2), Oldřich Rott (25/6), Václav Samek (24/0), Jozef Sobota (1/0), František Štambachr (20/1), Ladislav Vízek (29/7).
Edző: Ladislav Novák, segédedző: Jan Brumovský
A bronzérmes Bohemians Praha játékosai
Zdeněk Hruška (23/0/7), Jan Poštulka (8/0/3) – Přemysl Bičovský (29/4), Milan Čermák (11/4), Dušan Herda (15/2), Pavel Chaloupka (30/4), František Jakubec (29/5), Pavel Klouček (16/4), Jiří Kotrba (4/0), Zdeněk Koukal (27/2), Zdeněk Krupka (1/0), Stanislav Levý (15/2), Tibor Mičinec (25/10), Jaroslav Němec (27/6), Jiří Ondra (25/3), Antonín Panenka (14/5), Zdeněk Prokeš (28/2), Jiří Rosický (4/0), Karel Roubíček (21/0), Vladimír Tábor (12/1), Rostislav Vybíral (7/0).
Edző: Tomáš Pospíchal, segédedző: Josef Zadina